# Clem Portman
Clem Portman (* 1. März 1905 in Proviso, Illinois; † 21. Oktober 1992 in San Clemente, Kalifornien) war ein US-amerikanischer Tontechniker.

## Leben
Portman begann seine Karriere Anfang der 1930er Jahre und war bis zum Beginn des Zweiten Weltkrieges an zahlreichen Filmen beteiligt, darunter King Kong und die weiße Frau. Während des Krieges arbeitete er nur an zwei Filmen; einer der beiden war Orson Welles’ Meisterwerk Citizen Kane. Nach dem Krieg wirkte er unter anderem an Frank Capras Filmklassiker Ist das Leben nicht schön? mit. Im Verlauf seiner Karriere arbeitete Portman an über 200 Filmen. Nur selten war er für das Fernsehen tätig, unter anderem wirkte er zwischen 1963 und 1966 an 88 Folgen der Fernsehserie Auf der Flucht mit.
1970 war er für Gaily, Gaily gemeinsam mit Robert Martin für den Oscar in der Kategorie Bester Ton nominiert. Im selben Jahr zog er sich aus dem Filmgeschäft zurück. Er starb im Alter von 87 Jahren in San Clemente. 

## Filmografie (Auswahl)
- 1932: Luana (Bird of Paradise)
- 1933: King Kong und die weiße Frau (King Kong)
- 1941: Citizen Kane
- 1946: Ist das Leben nicht schön? (It’s a Wonderful Life)
- 1946: Morgen und alle Tage (From This Day Forward)
- 1947: Die lange Nacht (The Long Night)
- 1947: Tycoon
- 1948: Jedes Mädchen müßte heiraten (Every Girl Should Be Married)
- 1948: Der Junge mit den grünen Haaren (The Boy with Green Hair)
- 1948: Die bronzene Göttin (The Velvet Touch)
- 1948: Der beste Mann der Stadt (Good Sam)
- 1949: Panik um King Kong (Mighty Joe Young)
- 1949: Noras schwache Stunde (Bride for Sale)
- 1949: Der Kampf um den Sonora-Pass (Roughshod)
- 1950: Die schwarze Lawine (The Secret Fury)
- 1950: Glücksspiel des Lebens (Walk Softly, Stranger)
- 1950: Endstation Mord (Gambling House)
- 1951: Auf Bewährung freigelassen (The Company She Keeps)
- 1951: Das Ding aus einer anderen Welt (The Thing from Another World)
- 1951: Gangster unter sich (Behave Yourself!)
- 1951: Doppeltes Dynamit (Double Dynamite)
- 1951: Der Rächer (Best of the Badmen)
- 1951: Hard, Fast and Beautiful
- 1951: Gangster (The Racket)
- 1952: Die Spielhölle von Las Vegas (The Las Vegas Story)
- 1952: Androkles und der Löwe (Androcles and the Lion)
- 1952: An der Spitze der Apachen (The Half-Breed)
- 1952: Kampf um den Piratenschatz (Blackbeard the Pirate)
- 1963: Eine total, total verrückte Welt (It’s a Mad, Mad, Mad, Mad World)
- 1965: Vierzig Wagen westwärts (The Hallelujah Trail)
- 1967: Rat mal, wer zum Essen kommt (Guess Who’s Coming to Dinner)
- 1967: Wie man Erfolg hat, ohne sich besonders anzustrengen (How to Succeed in Business Without Really Trying)
- 1968: Der Partyschreck (The Party)
- 1968: Thomas Crown ist nicht zu fassen (The Thomas Crown Affair)
- 1969: Die Rache der glorreichen Sieben (Guns of the Magnificent Seven)
- 1969: Gaily, Gaily
- 1970: Der Delta Faktor

## Auszeichnungen
- 1970: Oscar-Nominierung in der Kategorie Bester Ton für Gaily, Gaily